# ヴァルテル・ファサーノ
ヴァルテル・ファサーノ（Walter Fasano, 1970年4月10日 - ）は、イタリア人の編集技師である。ルカ・グァダニーノ監督とのコラボレーションで知られる。

## 人物
ルカ・グァダニーノ監督作『君の名前で僕を呼んで』（2017年）の編集により多くの賞にノミネートされた。

## 主なフィルモグラフィ
- Mundo civilizado (2003) ドキュメンタリー
- デス・サイト Il cartaio (2004)
- サスペリア・テルザ 最後の魔女 La Terza madre (2007)
- ダブルボディ 愛と官能のルール L'uomo che ama (2008)
- ミラノ、愛に生きる Io sono l'amore (2009)
- Bertolucci on Bertolucci (2013) ドキュメンタリー
- はじまりは5つ星ホテルから Viaggio sola (2013)
- 胸騒ぎのシチリア A Bigger Splash (2015)
- 君の名前で僕を呼んで Call Me by Your Name (2017)
- サスペリア Suspiria (2018)

### 短編映画
- Qui (1997)
- L'uomo risacca (2000)

## 受賞とノミネート
| 賞                               | 年   | 部門   | 作品名               | 結果   |
| -------------------------------- | ---- | ------ | -------------------- | ------ |
| インディペンデント・スピリット賞 | 2017 | 編集賞 | 君の名前で僕を呼んで | 未決定 |